# Роса Мендес
Милена Летисия Рука е бивша канадска кечистка, мениджър и модел. Най-известна е с престоя си в WWE с прозвището Роса Мендес. Бивша мениджърка е на отборните шампиони Примо и Епико от 2011 до 2013 година. Също така участва в предаването Тотал Дивас, предавано по американския канал Е!.

## Ранен живот
Милена израства във Ванкувър, Британска Колумбия, Канада в семейство от костарикански и чешки произход . Самоопределя се като мъжкарана като подрастваща и е наказвана в училище заради сбиване . Учи бизнес специалност в Университета на Британска Колумбия, но прекъсва, за да преследва модна кариера. През 2004 става първата северно-американка, която печели престижния южноамерикански моден конкурс „Piel Dorada“.

## Кариера в кеча

### WWE (2006 – 2017)

#### WWE Diva Search (2006)
През 2006 участва в конкурса WWE Diva Search и където завършва на четвърто място  , но получава предложение за обучителен договор от WWE на 24 август 

#### Обучителен период (2007 – 2011)

##### Ohio Valley Wrestling (2007 – 2008)
Дебютира в OVW, като излиза на ринга с Майк Круел, Шон Озбър и Еди Крейвън. Първият ѝ официален мач е на 4 април 2007 под името Рука в отбор с Бет Финикс, Кейти Ли и Мелъди срещу Виктория Крауфорд, Марис, О Ди Би и Серина, който мач губи . На 19 септември печели титлата при жените и я държи до 20 февруари 2008, когато губи титлата от Кейти Ли. След загубата Рука напуска OVW.

##### Florida Championship Wrestling (2008-2011)
Дебютира в FCW през март 2008, като първият ѝ мач е на 26 октомври същата година срещу Уесли Холидей . По-късно участва в турнира за определяне на първата кралица на FCW, но отпада на четвъртфинала от Анджела . Две години по-късно все пак я печели на 18 ноември 2010 и я държи 77 дни до 3 февруари 2011, когато губи от Аксана .

#### Главен ростър (2008 – 2017)

##### Стажантка при Бет Финикс
По време на епизода на Първична сила от 24 ноември 2008, Рука се появява като т.нар. "фалшив фен" сред публиката, изразявайки подкрепа за Бет Финикс и провъзгласявайки се за нейната най-голяма фенка  - история, като тези действия се повтарят в следващите няколко седмици. В крайна сметка, приятелят на Бет - Сантино Марела - я анонсира като тяхна обща стажантка на име Роса Мендес на 19 януари 2009 .
Прави дебюта си в мач в Първична сила на 30 март, в отборен мач с общо 18 участнички, който губи. Участва и в кралска битка на Кечмания 25, където е елиминирана от Сантино Марела, облечен като жена и твърдейки, че това е близначката му - Сантина Марела . Това довежда и до кратка вражда между Бет Финикс (с Мендес като помощничка) и "Сантина" и Сантино, която кулминира в мач за титлата "Мис Кечмания" , загубен от Финикс. Първата ѝ телевизионна победа е в епизода на WWE Superstars от 11 юни 2008 в отборен мач с Бет Финикс срещу близначките Бела, а първият ѝ самостоятелен мач е на 15 юни по Първична сила, когато губи от Мики Джеймс. След отборен мач, заедно с Бет Финикс и Алиша Фокс, загубен от Мики Джеймс, Гейл Ким и Кели Кели  историята ѝ с Бет Финикс тихо е приключена.
През август 2009 започва да менажира Карлито, след техен мач на 13 август по Superstars, в който побеждават Кофи Кингстън и Мики Джеймс. На 31 август участва неуспешно в кралска битка за определяне на следващия претендент за титлата на дивите на WWE.

##### ECW
След дива разместване, направено на 12 октомври 2009 г. от Нанси О'Нил (гост водеща на Първична сила), Роса Мендес дебютира в ECW на 20 октомври 2009 г., като зад кулисите си говори с главния мениджър на ECW Тифани. По-късно тя и Зак Райдър стават гаджета и тя излиза със Зак на всеки негов мач. Тя не се е била на ринга на ECW, защото макар да има други диви, няма такива, които се бият на ринга.

### Други федерации (2018)
През 2018, Рука анонсира завръщането си като кечистка, а на 19 май 2019 дебютира за федерацията MCW в смесен мач, партнирайки си с бившия WWE кечист Адам Роуз за да победят Джиа Скот и Джо Кейс .

## Личен живот
Рука за кратко е сгодена за кечиста Стивън Слокъм, но на 5 август 2012 г. тя подава жалба за нанесен побой от Слокъм.
През 2014 г. тя разкрива, че е бисексуална. На 6 август 2015 г. обявява, че чака дете от партньора си Боби Шубенски, а на 13 февруари 2016 г. се ражда дъщеря им – Джордан Елизабет.

## Интересни факти
- Има татуировка на дясната част на кръста си, изписваща името на годеника ѝ, който умира през 2004 на китайски.
- Знае Джу-джи-цу.
- Има по-млада сестра на име Шантал.
- Отказва да се появи гола пред публика, смятайки че ще е модел за подражание.
- Фен е на Ultimate Fighting Championship.
- Живее в Лас Вегас, Невада.